# Famille d'Averhoult
La famille d'Averhoult (ou d'Avroult, Averhoud, Averoult…) est une famille éteinte de la  noblesse d'Artois dont les premiers membres sont à l'origine des marchands du nom Le Wale, établis à Saint-Omer, où ils font partie du magistrat de la ville. Après avoir reçu par alliance la seigneurie d'Avroult au XIIIe siècle, la famille en porta le nom.
On retrouve ses membres au service des rois de France, des ducs de Bourgogne, des empereurs d'Autriche et des ducs de Lorraine, dans l'Église et dans l'ordre de Saint-Jean de Jérusalem. L'un d'eux périt à la bataille d'Azincourt en 1415.

## Histoire

### Origine contestée
Selon un mémoire cité par François-Alexandre Aubert de La Chesnaye des Bois, la famille remonterait à un Charles de Bretagne, dit le Grand, duc de Bretagne marié en 1192 à la fille de Helduin, comte de Roucy et qui aurait eu  trois fils dont Jean, duc de Bretagne après son père et un autre Jean, dit de Bretagne, premier seigneur d'Averhoult, marié à une fille du seigneur de Rethel.
Toutefois, ni ce Charles de Bretagne dit le Grand, ni ses deux fils Jean, n'apparaissent dans la liste des ducs de Bretagne, et cette origine n'a pas été confirmée par d'autres historiens. Dans la généalogie de la famille dressée par d'Hozier en 1670, celui-ci parle de cette origine bretonne comme d'une tradition de famille recueillie par les hérauts des Pays-Bas, mais sans aucun fondement ou du moins sans aucune preuve.
Pour expliquer la présence de l'hermine dans les armes de la famille d'Averhoult, une source affirme qu'un d'Averoult aurait épousé une fille d'un duc de Bretagne, mais sans en apporter la preuve.

### Origine établie
Selon l'historien Alain Derville, les d'Averhoult sont à l'origine des marchands, s'appelant Le Wale, établis à Saint-Omer, ayant suivi un parcours classique pour l'époque en devenant vers 1300 chevaliers et seigneurs d'Avroult. Ils vont en prendre le nom au fil du temps. Vers 1320, le chef de la famille d'Avroult est Monseigneur Nicole le Wale, († 1363), chevalier, sire d'Avroult, lequel, dans d'autres textes, se dénomme Nicole d'Avroult. Il est bourgeois, échevin des francs alleux à Saint-Omer.
La famille d'Averhoult a possédé la seigneurie d'Avroult du XIIIe siècle au XVIIIe siècle. À la fin du XVe siècle, le domaine est devenu l'apanage des puînés de la maison de Licques.
L'orthographe des membres de la famille d'Averhoult varie selon les époques, les auteurs et les localisations des ressortissants de la lignée : souvent dits d'Avroult pour la branche aînée restée en Artois, le nom devient plus systématiquement d'Averhoult chez ceux établis en Champagne Ardennes.
Les d'Averhoult d'origine font partie du magistrat (instances dirigeantes) de la ville de Saint-Omer, plusieurs d'entre eux sont bourgeois de Saint-Omer, échevins, mayeur (équivalent de maire), juré, aux XIVe – XVe siècles. La famille a fondé dans l'église Saint-Denis de Saint-Omer la chapelle de la sainte famille, également dénommée chapelle d'Avroult. Au XVIIIe siècle, un descendant, Philippe François, prince de Rubempré, en finance la rénovation. Les vitrages et pierres sépulcrales étaient alors aux armes de la maison d'Avroult.
Un descendant meurt à la bataille d'Azincourt en 1415.
Des d'Averhoult sont retrouvés au service des rois de France, des ducs de Bourgogne, des Habsbourg, des ducs de Bouillon, des ducs de Lorraine.
Des membres de la famille occupent des fonctions de dignitaires d'Église : abbés, abbesses, prieurs, chevalier de malte (ordre de Saint-Jean de Jérusalem)…
Les d'Averhoult se répartissent dans différentes provinces de la France d'Ancien Régime.
La branche la plus importante prospère en Champagne, incluant l'ancienne région Champagne-Ardenne. Certains d'entre eux se convertissent au protestantisme ce qui les amènera à quitter la France après la révocation de l'édit de Nantes. Ils sont retrouvés jusqu'aux Pays-Bas à la fin du XVIIe siècle où ils se mettent au service des Provinces Unies, puissance alors hostile à la France. En revanche, on retrouve un arrière-petit-fils, Jean Antoine d'Averhoult, revenu en France au moment de la Révolution française, député puis président de l'Assemblée nationale législative.
La généalogie de la famille a été dressée en vue d'obtenir les preuves de noblesse devant l'intendant de Champagne et certifiée véritable par Antoine-Louis Lefebvre de Caumartin, intendant de Flandre, le 22 mars 1769, par Louis Pierre d'Hozier le 10 avril 1769, et légalisée par les prévôts des marchands et échevins de Paris et par l'ambassadeur de Hollande les 13 et 14 avril 1769.
La famille d'Averhoult s'est éteinte à la fin du XVIIIe siècle.

## Branches

### Branche aînée
La branche d'Artois, souche de la famille, demeure la branche aînée.
Du XVe au XVIIe siècle, plusieurs seigneurs d'Avroult, également échevins ou mayeurs de Saint-Omer, sont inhumés dans un des caveaux de l'église Saint-Denis de Saint-Omer.
La famille se met au service des ducs de Bourgogne, puis des Habsbourg, assurant notamment la fonction de gouverneur de Saint-Omer et de Hesdin. Cette branche s’éteint à la fin du XVIIe siècle].

### Branche de Champagne-Ardennes
Ce rameau est fondé au XVIe siècle. Plusieurs membres de la famille se convertissent au protestantisme.
Au XVIIe siècle, la branche de Champagne fait ses preuves de noblesse devant Louis-François Le Fèvre de Caumartin, intendant de Champagne.
Des descendants de cette branche sont encore mentionnés au XVIIIe siècle.

### Branche de Normandie
Également fondée au XVIe siècle, cette branche demeure au XVIIe siècle dans la généralité de Rouen. Connus sous le nom des seigneurs de Montaine et Crosmesnil, des descendants ont été maintenus dans la noblesse le 6 août 1668.

### Branche des Pays-Bas
Cette branche est fondée à la fin du XVIIe siècle. Elle provient de la décision d'Anne Didier, veuve de Jean VI d'Averhoult, fils de Jean V et de Madeleine de Boham, de gagner cette région en 1691 avec ses quatre enfants en bas âge pour pouvoir observer la religion réformée (calviniste) qu'elle avait embrassée, au prix de l'abandon des biens de ses enfants.
Un descendant de cette branche, Jean Antoine d'Averhoult (Utrecht 1756-Sedan 1792) revenu en France au moment de la Révolution française, est élu député à l'Assemblée nationale législative et président de cette assemblée. Il meurt dernier de son nom.

## Armes
La famille d'Averhoult a pour armes « D'or à trois fasces de sable, au franc-canton d'hermines avec différentes variantes, comme « D'or et de sable de six pièces au canton d'hermines dont la bordure est engrêlée de gueule » ou encore « D'or à trois fasces de sable, au franc-canton d'hermines à la bordure engrêlée de gueules ». La commune d'Avroult, fief initial de la lignée, a repris ces dernières armes par délibération datant de 1995. Les armoiries de cette famille sont également retrouvées dans celles de l'ancienne commune d'Inghem, inspirée d'un de ses seigneurs et bienfaiteurs, membre du lignage.

## Personnalités

### Branche aînée
- David Ier d'Avroult, seigneur d'Averhoult, (Avroult), et d'Helfaut du fait de son épouse Isabeau de Saint-Omer (maison de Saint-Omer)[1], est échevin de Saint-Omer vers 1270[16]. Il est le premier représentant avéré de la famille.
- Nicolas Ier d'Avroult, ou Nicole Le Wale, mort en 1363, et son épouse, décédée en 1366, possédaient leur pierre tombale dans l'église Saint-Denis de Saint-Omer dans la chapelle Saint-Jacques[17] devenue par la suite la chapelle de la sainte famille ou chapelle d'Avroult[10] et finalement du Rosaire[18].
- En 1367 et 1377, David II d'Avroult († 1380), fait partie du magistrat de Saint-Omer. Écuyer du roi, il est échevin et un des dix jurés de la ville[5]. Il a épousé Marie de Neveline. La pierre tombale du couple, une grande pierre bleue de la fin du XIVe siècle, se situait dans la chapelle Saint-Jacques de l'église Saint-Denis. En 1912, elle avait été disposée dans le dallage sous le porche de l'église[17], ou encastrée dans le mur septentrional[6].
- Guillaume Ier d'Avroult, écuyer, fils de David Ier et d'Isabeau de Saint-Omer, seigneur d'Avroult, d'Helfaut, et de Morquines (Marquion), échevin de Saint-Omer en 1384[5], se marie avec Marguerite de Crésecques[1]. En 1407, il donne à l'église Saint-Denis de Saint-Omer une rente annuelle de trente livres foncières puis dix livres en supplément pour que soient célébrées des messes en sa mémoire. Cette donation initiale sera complétée par la suite pour que se tienne une cérémonie le jour de l'anniversaire de son décès (il meurt un 27 octobre). À encore lieu par la suite une donation supplémentaire de quinze livres de rente sur deux maisons pour honorer la mémoire de son fils Guillaume. Une inscription dans l'église rappelle ces intentions[19].
- Jean Ier d'Avroult, (†1409), chevalier, seigneur d'Avroult, Helfaut, Guillaucourt, est échanson du duc de Bourgogne[6]. Avec son épouse Jeanne de Cercus (Sercus?), décédée en 1412, ils ont offert un triptyque, portant leurs armes, représentant une descente de croix, placée dans la chapelle Saint-Jacques[17].
- Aléaume Ier d'Avroult, en tant qu'échevin, est signataire de plusieurs chartes (keures) en 1412 à Saint-Omer[5]. Il a pris pour épouse en 1412 ou 1413 Mahaut de Fiennes, laquelle reçoit de son frère Colart de Fiennes à l'occasion de son mariage 80 livres parisis de rente héritable sur des terres[20].
- Guillaume II d'Avroult, (†1415), fils de Guillaume Ier et de Marguerite de Crésecques, seigneur d'Averhoult et d'Helfaut, échevin de Saint-Omer en 1407[5], est tué à la bataille d'Azincourt en 1415. Comte de Licques selon François-Joseph Robert, repris par le dictionnaire historique et archéologique du Pas-de-Calais, il est inhumé dans l'église Saint-Denis de Saint-Omer[5],[21]. Son caveau y a été retrouvé en juillet 1808[22]. Se trouvait à proximité le caveau de Jean de Longvillers, également mort à Azincourt et de son épouse Isabelle d'Avroult, dame d'Helfaut[23]. Guillaume II avait pris alliance, selon De la Chesnaye des Bois, avec Catherine de Nevelin, fille de Jean et de Jeanne de Wissocq (famille de Wissocq)[1]. Toutefois, dans l'église de Saint-Pierre-Brouck, se trouvait une pierre tombale au nom de Madame Jehenne de Dieppe, femme de feu Guillaume d'Avroult, écuyer, et depuis de Messire Arnould du Weez ou du Wez, seigneur du lieu. Jeanne de Dieppe est morte le 6 mai 1433[24]. Soit Guillaume s'est marié deux fois, soit De la Chesnaye des Bois est dans l'erreur : un acte du 12 janvier 1403, reproduit dans un bulletin du comité flamand de France, atteste que Jehane de Dieppe était veuve de Willaume d'Averhoud[25]. Cet Arnould du Wez avait épousé, peu après 1400, en premières ou secondes noces Marie d'Averoult[26]. En 1403, Arnould du Wez donne quittance d'une somme de 38 francs, qu'il reçoit au profit de David d'Avroult, en tant qu'époux de Jeanne de Dieppe, et de ce fait tuteur de David, fils et héritier de Guillaume[26].
- David III d'Avroult, fils de Guillaume II et de Catherine de Nevelin ou de Jeanne de Dieppe, écuyer, seigneur d'Avroult, d'Helfaut, et de Marquines ou Mourquines, (ancien hameau de Serques[27]) en 1443[28], prend pour femme Agnès ou Anne Craye[6]. David III d'Averhoult et Testart d'Averhoult, assistent en tant que gentilshommes aux États d'Artois en 1414[29]. David est plusieurs fois échevin de Saint-Omer entre 1420 et 1440, qualifié d'homme jugans (juré) au bailliage de Saint-Omer[6], second mayeur en 1440, 1442, 1444, 1446[5]. Homme de fief de l'abbaye Saint-Bertin, il assiste à ce titre à la vente d'un bien de l'abbaye. Philippe le Bon, duc de Bourgogne, l'autorise en 1428 à détenir quatre paires de cygnes en sa seigneurie de Marquines, où il possède toute la justice seigneuriale[30].
- Nicolas II d'Avroult, chevalier, est plusieurs fois échevin de Saint-Omer entre 1461 et 1475, mayeur en 1477, 1479, 1481, 1483[28],[21]. Il est mayeur en 1477 lorsque la ville résiste au siège des troupes françaises de Louis XI[31].
- Guillaume III d'Avroult, écuyer, fils cadet de Jacques II et de Jeanne de Croÿ, seigneur de Cormettes (commune devenue hameau de Zudausques au XIXe siècle) se marie avec Isabeau de Berghes (maison de Berghes-Saint-Winock), veuve d'Antoine, seigneur du Biez[1], fille de Pierre de Berghes, seigneur de Cohem et de Jossine de Ghistelles[32]. Il est plusieurs fois mayeur de Saint-Omer entre 1504 et 1520[33],[21]. Son épouse meurt le 3 février 1528, et est inhumée avec son premier époux dans l'église des récollets du Biez[32]. Guillaume et Isabeau ont offert un triptyque qui ornait le maître autel de l'église Saint-Denis de Saint-Omer, acheté en 1883 par le musée du Louvre[34].
- Anne Ire d'Avroult, fille de Jacques II et de Jeanne de Croÿ, est abbesse de l'abbaye de Messines en Flandre[1].
- Jean II d'Avroult, († 1522), fils de Guillaume III et d'Isabeau de Berghes, est prieur de Charny (Charny dans l'Yonne?) et Sainte-Croix en 1520[1]. Il a, semble-t-il, été également prêtre chapelain de la cathédrale Notre-Dame de Saint-Omer : son « tableau funèbre » a été placé en 1522 dans la chapelle saint Jacques de l'église Saint-Denis[17].
- Antoine Ier d'Avroult, (†1502), fils aîné de Jacques II et de Jeanne de Croÿ, seigneur d'Averhoult, d'Helfaut, Winnezeele par mariage, Marquion, vicomte de Saint-Donaërt, (lien avec la prévôté de Saint-Donat à Bergues, seigneurie relevant de l'évêque de Bruges?), assure la fonction de conseiller et chambellan du duc de Bourgogne Charles le Hardi (Charles le Téméraire) puis de l'empereur Maximilien Ier. Il épouse Françoise de Winnezeele, fille de Jean et d'Isabeau de Grispère[1], vicomtesse de Saint-Donas. « Messire » Antoine d'Avroult meurt le 30 octobre 1502 et est inhumé dans l'église Saint-Denis de Saint-Omer[13]. Il était représenté agenouillé, vêtu de sa cotte d'armes, aux côtés de son épouse, drapée dans un manteau armorié, dans la verrière maîtresse de la chapelle saint Jacques de l'église Saint-Denis de Saint-Omer[35].
- Antoine d'Avroult, fils de Guillaume III et d'Isabeau de Berghes, est retrouvé chevalier de Malte (ordre de Saint-Jean de Jérusalem) en 1506[1].
- Guillemine d'Averhoult a construit en 1520 la chapelle du village d'Avroult, l'évêque de Thérouanne acceptant qu'y soit nommé un chapelain dépendant du curé de Merck-Saint-Liévin[36].
- Antoine II d'Avroult, chevalier, fils d'Antoine Ier d'Averhoult et de Françoise de Winnezeele, est seigneur d'Averhoult, Helfaut, Morquines, Gondardennes et Winnezeele. Il est mayeur de la ville de Saint-Omer[9] en 1520[33], 1533[13], 1535 et 1544[21]. Il épouse Jeanne du Biez, fille d'Oudart du Biez, maréchal de France, gouverneur de Picardie, et de Jeanne de Senlis[1]; d'autres sources la disent fille d'Antoine du Biez, seigneur du Biez et d'Escouelles et de dame Isabelle de Bergues-Saint-Winoc, qui sont les parents d'Oudart du Biez[37],[32]. Il épouse dans ce cas la fille de la seconde femme de son oncle Guillaume III. Il donne à l'église de Winnezeele un tableau, peint à l'huile, dû à Collin Culter, représentant Jésus-Christ descendu de la croix[13]. Comme son père, il était représenté dans la même attitude avec sa femme sur une des verrières de la chapelle saint Jacques de l'église Saint-Denis de Saint-Omer[35].
- François d'Avroult, († 8 septembre 1557), fils d'Antoine II et de Jeanne du Biez, dit d'Helfaut, est abbé de l'abbaye Saint-Pierre de Gand[1]. Il est d'abord protonotaire apostolique[38], chanoine de Thérouanne. Charles Quint l'apprécie et le fait administrateur avec rang et prérogatives d'abbé de l'abbaye Notre-dame de Licques, puis de l'abbaye Saint-Jean-du-Mont de Thérouanne de 1537 à 1544[38], de l'abbaye Saint-Winoc de Bergues de 1545 à 1556, puis de l'abbaye Saint-Pierre de Gand[37] en 1554[38]. Philippe II envisage de le nommer évêque de Gand lors de la création de cet évêché en 1559. François refuse par modestie malgré la noblesse de son ascendance[37]. Soucieux du développement des arts et lettres, il donne une somme de vingt mille florins pour la construction du nouveau collège de Louvain et pour l'augmentation des honoraires de quelques docteurs de l'université de Louvain. Il contribue également à l'embellissement de l'église de Saint-Pierre de Gand, dont en particulier de riches tapisseries portant ses armes avec leurs seize quartiers de noblesse[37]. Il meurt à Gand en 1557[38]. François-Joseph Robert le dit fils de Jacques II d'Avroult et de Jeanne de Croÿ[33] mais cette indication parait erronée.
- Agnès d'Avroult, fille d'Antoine II et de de Jeanne du Biez, devient la femme d'Antoine de Calonne, chevalier[1], baron de Courtebourne, fils de Florent ou Flour de Calonne, baron d'Alembon (seigneurs d'Alembon) et de Claude de Humières.
- Antoine III d'Avroult, (1504-1582[9]), « noble et puissant seigneur » selon son épitaphe[39], chevalier, fils d'Antoine II, et de Jeanne du Biez, seigneur d'Averhoult, d'Helfaut, Winnezeele, Mambreucq, Cormettes, et de Hervart, (hameau de Saint-Martin-d'Hardinghem), en 1560[40], est dit comte de Maltrayant, baron de la Mastine, vicomte de Montenac et de Bileques (Bilques devenue hameau d'Helfaut)[41], vicomte de Saint Donas[39]. Il fait plusieurs voyages en Espagne et en Allemagne au service de Charles Quint. Il est fait prisonnier près de Guise en 1543. Antoine est encore envoyé en mission vers le roi de France à Reims. Puis l'empereur Maximilien II de Habsbourg le nomme capitaine de Le Quesnoy. On le retrouve maître-d'hôtel de Marie d'Autriche, reine de Hongrie, fille de Charles Quint, épouse de Maximilien II. Il assure ces fonctions pendant quinze ans. Puis il est nommé gouverneur d'Hesdin, fonction qu'il assume également pendant quinze ans, où il combat les protestants menés par François de Cocqueville[42]. En tant que gouverneur, il pose avec sa femme Jeanne de Renty, la première pierre de l'église d'Hesdin le 22 juin 1565[43]. L'empereur veut lui confier le gouvernement de Maestricht en 1579, fonction qu'il décline en raison de son âge. Le souverain le nomme alors en son conseil d'État[44]. Il meurt le 12 septembre 1582 à l'âge de 78 ans[9]. Il avait épousé entre 1530 et 1550, Anne de Borsele, fille d'Henri et de Philipote ou Philippine de Renty[45]. Il prend ensuite pour seconde femme[13],[45], Jeanne de Renty d'Embry, parente d'Anne de Borsele, fille de Louis de Renty, seigneur d'Embry, et de d'Adrienne de Gronches ou de Grouches[46]. Jeanne de Renty est baronesse de Wastines, dame de Tilques, Wachin, Morquives[47]. Elle meurt veuve le 22 juin 1585, est inhumée dans l'église Saint-Denis de Saint-Omer[13]. Le couple était également représenté dans une des verrières de la chapelle saint Jacques de l'église Saint-Denis de Saint-Omer[35].
- Robert Ier d'Avroult, fils d'Antoine III et de Jeanne de Renty, meurt ambassadeur en Allemagne[48].
- Marie Ire d'Avroult, fille d'Antoine III et de Jeanne de Renty, dite d'Helfaut, hérite entre autres de Hervart, épouse Antoine III de Rubempré, fils de Charles et de Jeanne de Bousies, seigneur de Vertaing, d'Everbergh, maître-d'hôtel de la maison du roi catholique, gouverneur du Brabant[48], colonel aux guerres d'Allemagne, grand veneur du Brabant[49].
- Antoinette Ire d'Avroult, († 8 mars 1590), dite d'Helfaut, dame d'Inglinghem (sur l'actuelle Mentque-Nortbécourt), fille d'Antoine III et de Jeanne de Renty, devient le 16 mars 1567 par contrat, la seconde femme de Nicolas du Châtel, ou du Châtel de la Howarderie, (1544-1610), chevalier, vicomte de Haubourdin et Emmerin, seigneur de Howardries, Espierres, Cavrinnes, Aix-en Pévèle, fils de Jacques et de Sainte de Marchenelle. Le tombeau du chevalier et de ses deux épouses se trouvait à Howardries[50].
- Antoine V d'Avroult, fils d'Antoine IV et de Marie de Lens, seigneur d'Averhoult et d'Helfaut, prend alliance avec Jeanne du Châtel-Haubourdin[48], dite de la Howardrie, sa cousine germaine, fille de Nicolas du Châtel et d'Antoinette Ire d'Averhoult. Antoine d'Averhout donne en 1691 la cloche de l'église d'Inghem. Cette cloche toujours existante en 1990 porte l'inscription suivante : « Monseigneur Daverout seigneur d'Inguehem et Delfaut Marquine Wienzelles Condardeignes »[15].
- Marie Jeanne d'Avroult, (†1671), fille d'Antoine V et de Jeanne du Châtel-Haubourdin, dame d'Averhoult, Helfaut, comtesse de Maltrayant, baronne de la Mastine, vicomtesse de Saint-Donaërt, de Montenac, de Bileques, de Beaumes-les Loges, dame de Cormettes, d'Inghem, de Pont d'Ardres, de Winnezeele, etc[41], épouse Philippe Charles (ou Charles Philippe) de Rubempré, comte de Vertain, baron d'Everbergh, grand veneur du Brabant[48], fils de Philippe I de Rubempré et de Jeanne de Croÿ de Rœulx, petit-fils de Marie Ire d'Averhoult et d'Antoine III de Rubempré[49]. Elle décède le 17 novembre 1671, est inhumée dans l'église Saint-Denis de Saint-Omer[13] dans le caveau de la famille d'Avroult, après avoir fait peindre les armoiries et les noms de ses ancêtres[51].. Le fils du couple Philippe Antoine Dominique François de Rubempré est comte de Rubempré puis fait prince de Rubempré en 1686[49].

### Branche de Champagne-Ardennes
- Aléaume II d'Averhoult, fils aîné de Guillaume III et d'Isabeau de Berghes, fonde cette branche. Écuyer, il est seigneur de Guillancourt (Guillaucourt? Guyencourt?), La Lobbe (commune actuelle de Vendresse) et de Tourteron, localités situées dans le département des Ardennes. Les piles du bras nord du transept de l'église Saint-Brice de Tourteron sont ornées des armoiries d'Averhoult[52]. Il épouse en 1475 Bonne de Launoy, fille de Barthélemy, seigneur de Launoy et de Gendrun (Gendron dans les Ardennes belges?) et de Françoise de Noirfontaine. Il est cité cette même année dans les comptes de la châtellenie de Bétheniville pour avoir versé le montant de relief du fief de Perthes-les-Hurlus venant de sa femme[53]. Son épouse devenue veuve se remarie avec Nicolas, seigneur de Villemeront en Brie[1].
- Christophe d'Averhoult, († 1520), fils aîné d'Aléaume II et de Bonne de Launoy, seigneur de Guillancourt et Tourteron, prend alliance avec Marie de Haucourt, fille de Jean, seigneur de Haucourt et de Bazoches, maître d'hôtel de la duchesse de Vendôme Marie de Luxembourg et de Perrine de Saint-Vaast, dame d'Anisy et meurt en 1520. Il est homme d'armes des ordonnances du roi sous le sieur de Fleuranges[53]. Veuve, Marie de Haucourt épouse en 1520 Sébastien de la Neuville, seigneur de Chaillevel[1].
- Robert III d'Averhoult, fils de Christophe et de Marie de Haucourt, seigneur de Tourteron, de Guillancourt[54], de Wiencourt-l'Équipée en 1533[55], lieutenant et porte-étendard de la compagnie d'ordonnance de Robert de La Marck, (Robert IV de La Marck), (maison de La Marck), duc de Bouillon, est en 1543 l'époux d'Isabelle de Joyeuse, (maison de Joyeuse), fille de Robert de Joyeuse, comte de Grandpré  et de Marguerite de Barbançon (Barbençon?). Les frères de l'épouse sont calvinistes[53]. Le couple n'a pas d'enfants et la famille de Guillaume IV d'Averhoult, oncle de Robert, reprend l'héritage[1]. Veuve, Isabelle de Joyeuse se remarie avec Claude d'Anglure, (famille d'Anglure), seigneur de Jours, chevalier de l'ordre du roi, colonel des légionnaires de Bourgogne, de Champagne et de Brie. Ils auront une fille Anne protestante zélée[53]. Isabelle est de nouveau veuve en 1565[1]. Robert peut être le même que Robert d'Averhoult, seigneur de La Lobbe, époux vers 1539-1544 de Jeanne de Roucy. Elle est la fille de Jean de Roucy, seigneur d'Argiers et de Valmont en 1544 et de Marguerite des Armoises. si tant est qu'il se maria deux fois[56].
- Guillaume IV d'Averhoult, († 5 janvier 1541), fils d'Aléaume II et de Bonne de Launoy, seigneur de la Lobbe, de Guincourt, récupère l'héritage de son neveu Robert d'Averhoult, mort sans enfants. Il prend alliance avec Blanche de Barbançon, fille de François de Barbançon, seigneur de La Ferté et de Françoise de Villerot, et meurt le 5 janvier 1541. Sa dalle funéraire existait dans l'église de Guincourt. Veuve, Blanche se remarie en 1543[1],[57].
- Antoine VI d'Averhoult, fils de Guillaume IV et de Blanche de Barbençon, fait carrière dans les armes. Né à Guincourt, seigneur de La Lobbe, comte de Possesse en 1588, chevalier de l'ordre du roi, enseigne de la compagnie d'hommes d'armes d'Henri-Robert de la Marck, duc de Bouillon, prince de Sedan en 1567. Il épouse Jeanne de Roussy, fille de Jean de Roussy, seigneur de Possesse et de N... des Armoises[1]. Dans la période trouble qui suit la mort du roi Henri III en 1589, deux des fils d'Antoine, alors un des seigneurs n'ayant pas voulu prendre parti entre les catholiques et les protestants et surnommés de ce fait les rieurs, sont tués par des soldats. Antoine était accusé d'avoir intercepté la correspondance adressée au roi Henri IV. Cet épisode amena Antoine à se déclarer en faveur de la Ligue catholique[58],[57].
- Élisée d'Averhoult, fils de Claude Ier et d'Anne de Marcossey, seigneur de La Lobbe, chambellan d'Henri II de Lorraine, duc de Lorraine, décède sans postérité[1].
- Jean III d'Averhoult, fils aîné de Guillaume IV et de Blanche de Barbençon, chevalier, seigneur de Guincourt, Guyencourt, Liry, Tourteron, et de La Lobbe, chevalier de l'ordre du roi, lieutenant ou capitaine de 100 hommes d'armes de Robert IV de la Marck, duc de Bouillon, prend alliance avec 1) Françoise de Verrières, dame de Brienne, 2) le 12 octobre 1561 avec Marie de Varmoise; 3) en 1596 avec Claude Deschamps[1]. En 1569, il reçoit commission du roi, en tant que chevalier de l'ordre, pour conférer celui-ci au gouverneur de Sedan et au gouverneur de Jametz[59]. Il était un protestant affirmé, conseiller de la princesse Charlotte de La Marck, ayant montré en 1598 un grand courage au service du roi devant Arras[60]
- Françoise Ire d'Averhoult, fille de René II et de Madeleine de Boutillac, a pour époux Titus, seigneur de Saint-Simon[1] ou de Rouvroy de Saint-Simon († 1609 Paris) (Maison de Rouvroy de Saint-Simon). Le Père Anselme la dit fille de Jean III et de Françoise de Verrières et seconde épouse dudit Titus de Saint-Simon, fils de François de Saint-Simon et de Françoise de Blécourt, et veuf d'Antoinette de Montmorency. Il est seigneur de Saint-Simon, du Pont-Avenne, de Serviennes, de Flavy-le-Martel, de Montbleru, vicomte de Clastres, fait chevalier de l'ordre de Saint-Michel par le roi Charles IX, gentilhomme de la chambre du roi. Il participe à la bataille de Senlis du 17 mai 1589 en tant que commandant d'une compagnie de chevau-légers, puis sert le roi Henri IV dans toutes ses guerres et meurt en 1609[61].
- Anne IV d'Averhoult, fille de Jean III et de Claude Deschamps, se marie le 21 octobre 1596 avec Jean de Schulemberg, seigneur de Mont-de-Jeux, commandant d'une compagnie de chevaux-légers lors du siège d'Amiens en 1597[62]. Elle a la garde noble de ses enfants le 15 septembre 1608[62]. Jean de Schulemberg et Anne d'Averhoult sont les parents de Jean de Schulemberg, comte de Mont-de-Jeux, chevalier des ordres du roi, maréchal de France[1].
- Jacques III d'Averhoult, fils de Jean III et de Claude Deschamps, seigneur de Montois, capitaine au régiment de Turenne, prend pour femme la fille de la femme de son frère : Rachel ou Jeanne de Sons ou de Son, dame de Vandières, fille d'Onofrien de Sons, seigneur de Savy et de Marie de Barisy[1]. Dans l'église Saint-Jean-Baptiste de Brienne-sur-Aisne, une pierre tombale porte les effigies de Jacques d'Averhoult, capitaine au régiment de Turenne, et de Jeanne de Son, son épouse.
- Marie IV d'Averhoult, (†1687), fille de Jacques III et de Rachel de Sons, épouse Charles de Chélandre, seigneur de Tourteron, se remarie le 3 avril 1656 avec Charles Louis de Pavan, seigneur de la Croix, seigneur et vicomte de Tanon, etc., commandant le régiment Royal-Roussillon[1]. Le couple est calviniste. Marie va abjurer et lors de sa mort le 19 mai 1687, elle est inhumée dans l'église de La Croix-aux-Bois[60]. Leur fille va également abjurer en 1683 dans l'église Saint-Nicolas d'Autruche.
- Jean V d'Averhoult, fils de Jacques III et de Rachel de Sons, seigneur de Guincourt, Liry, et autres lieux, capitaine de cavalerie au régiment de Montdejeu, est celui qui en 1670 établit les preuves de la noblesse de la famille devant Louis-François Le Fèvre de Caumartin, intendant de Champagne. Il se marie avec Madeleine de Boham, protestante en 1678, fille de François de Boham, seigneur de Chéry et de Madeleine de Proisy[1].
- Jean (VIII) d'Averhoult, est le fils de Jean V et de Madeleine de Boham. Dit le Jeune, seigneur de Liry, il meurt sans alliance[1]. Après la décision de sa belle-sœur Anne Didier, veuve de son frère Jean VI d'Averhoult, d'émigrer aux Pays-bas pour pouvoir observer la religion réformée qu'elle avait embrassée, il obtient du roi Louis XIV la confiscation des biens de la famille de son frère, notamment ceux de ses neveux et nièces, et il en prend possession en 1692. Mort sans héritier, le roi Louis XV confirme la confiscation au profit de ses plus proches parents collatéraux[1].
- Madeleine Ire d'Averhoult, fille de Jean V et de Madeleine de Boham, épouse en 1650 Jacques Largentier, seigneur de Chesnois et de la Gaudine, lequel fait sortir de France ses six fils avant la révocation de l'édit de Nantes en 1685[63].
- Jean VI d'Averhoult, fils de Jean V  et de Madeleine de Boham, seigneur de Guincourt, Sommery, Chéry, etc., a pris alliance avec Anne Didier, fille de Paul Didier, seigneur de Boncourt, Toully, et Seuricourt, et de Marthe de Cormier. Calviniste, il meurt avant 1691, ayant le projet de quitter la France à la suite de la révocation de l'édit de Nantes en 1685 et à l'impossibilité de trouver un commandement du fait de sa religion. Sa veuve décide de gagner les Pays-Bas pour pouvoir observer la religion réformée que le couple avait embrassée, au prix de l'abandon des biens de ses enfants[1].

### Branche de Normandie
- François Ier d'Averhoult, fils cadet de Guillaume III et d'Isabeau de Berghes, fonde la branche de Normandie. Seigneur de Cormettes, il est premier écuyer et échanson de Charles Quint, puis capitaine de cent chevau-légers et de cinq cents hommes à pied pour le service du roi. Il épouse Marguerite de Mailly (maison de Mailly), veuve de Jean de Basset, seigneur de Normanville, lieutenant pour le roi en Normandie, et fille de Jean de Mailly, seigneur d'Ancy ou d'Auchy, colonel ou capitaine de mille hommes de pied de la légion de Picardie en 1534 et d'Antoinette de Moy ou de Mouy[1],[64].
- Philippe d'Averhoult, fils de François II et de Anne de Mailly, meurt sans postérité[1]. Écuyer, il avait adressé le 24 juillet 1601, une requête au bailli d'Amiens, pour obtenir Rumaisnil (Rumesnil) par héritage de sa mère[65].
- François III d'Averhoult, fils de François II et de Anne de Mailly, seigneur de Montesiné près de Gisors[66], prend alliance avec Olive de Longuejoue[1], fille de Philibert de Longuejoue et de Jeanne Damours, dont il est le premier mari[66]. En septembre 1606, François d'Avroult, écuyer, mineur, sieur de Maintenay et de Rumesnil, obtient à la suite de l'intervention de son tuteur Antoine Daulle, écuyer, seigneur des Autheux, main levée de la saisie de la terre de Rumesnil, héritée de Philippe d'Avroult (la terre avait été temporairement saisie)[65].
- Louis Ier d'Avroult, (1628-1698), (fils de François III d'Averhoult et d'Olive de Longuejoue?), seigneur de Rumesnil, épouse le 7 juillet 1654 demoiselle Marie ou Marguerite Guilbert de Doullens. Il décède le 29 novembre 1698. Avec son épouse, il fait une donation de six journaux de terre pour l'entretien du maître chargé d'enseigner les enfants pauvres de Rumesnil. Le couple donne également 105 livres pour la fondation d'un office dans l'église Notre-Dame de Doullens. Marguerite Guilbert meurt à Rumesnil le 27 avril 1681. Elle fait par testament une donation à l'église locale pour fonder des offices solennels[67]. Louis Ier d'Avroult, s'est probablement remarié : dans un acte de l'ancienne église Saint-Pierre de Doullens, du 18 décembre 1897, est citée noble dame Marie Marguerite Delaporte, femme de noble homme Louis d'Avroult, seigneur de Rimint (Rumesnil). La terre de Rumesnil passe ensuite dans cette dernière famille[68].
- N. d'Averhout, écuyer, sieur de Montaine et de Crosmesnil, élection de Lions (Lyons-la-Forêt), est maintenu dans la noblesse le 6 août 1668[69].

### Branche des Pays-Bas
- Anne Didier, protestante, veuve de Jean VI d'Averhoult fonde cette branche en fuyant la France, avec ses enfants, au pris de la perte de leurs biens[1].
- Jean (IX) d'Averhoult, fils de Jean VI et d'Anne Didier, meurt le 23 mai 1706 à la bataille de Ramillies, au service des Provinces-Unies, alors ennemies de la France[1].
- Jean Antoine Ier d'Averhoult, fils de Jean VI et d'Anne Didier, est d'abord capitaine au service de la Hollande, puis drossart (bailli, officier de justice) de la ville et baronnie de Breda, au service de Guillaume d'Orange, (probablement Guillaume IV d'Orange-Nassau), stathouder des Provinces-Unies. Il prend pour femme Anne Jacqueline Hoeufft, fille de Didier Hoeufft, seigneur de et d'Isabelle Deutz[1].
- Jean VII d'Averhoult, fils de Jean Antoine Ier et d'Anne Jacqueline Hoeufft, lieutenant-colonel d'un régiment d'infanterie en 1770, au service des Provinces-Unies, épouse Gérardine de Valcken, fille de Josse de Valcken seigneur de Gamerwolden, et d'Anne Sophie Gruys[1].
- Jean Antoine II d'Averhoult, (Utrecht 1756- Sedan 1792), fils de Jean VII et de Gérardine de Valcken[1], nait à Utrecht le 21 octobre 1756 et meurt à Sedan le 26 août 1792 en tentant de fuir la France. Il est patriote batave puis révolutionnaire français et homme politique français. Élu en 1791 député des Ardennes à l’Assemblée législative, il fut président de cette assemblée, en janvier 1792

## Non reliés
- Philippine d'Averoult, dame de Mullem-lez-Audenarde, épouse vers 1220 Clais Cabiliau, chevalier banneret, seigneur de Rouvroy[70].
- Antoinette d'Avroult, épouse Jean de Beauffort († 9 février 1479), fils de Jean Ier de Beauffort (Famille de Beauffort), seigneur de Metz et de Marquais, bourgeois d'Arras et de Marie de Paris, seigneur de Lassus et du Saulchoy, écuyer de Charles le Téméraire, puis de l'empereur Maximilien. Antoinette vivait encore en 1491[71].
- Martin d'Averhout détient en 1494 le minck (marché aux poissons), office royal, de Saint-Omer. Le magistrat de la ville achète l'office le 26 mars de cette même année[28].
- Antoine d'Averoult, (1553-1614), prêtre, jésuite, auteur d'ouvrages de théologie.
- Benoit d'Avroult, capitaine d'armes distingué, vivant au début du XVIe siècle, a été tué en duel par un comte de Saint-Pol non nommé (François Ier de Saint-Pol?)[33].
- Louis d'Avroult apparait dans un dénombrement fourni à Philippe le Bon, duc de Bourgogne et comte d'Artois. Il vit à Fauquembergues près des anciens fossés de la ville et du château[72].
- Jean d'Averhoult, abbé de l'abbaye de Bonnefontaine en 1532, est le dernier abbé régulier de l'abbaye[73].
- Antoinette III d'Averhoult, (†1709), épouse d'Auguste de Briquemault, seigneur de Crèvecoeur et de Saint-Loup au duché de Mazarin, fuit avec lui en Angleterre (autour de 1685). Auguste de Briquemault était fils de Charles et neveu de Jacques[74].

## Pour approfondir